# Народный герой (Албания)
Народный Герой, другой вариант — Герой Албании (алб. Hero i Popullit) — награда, почётное звание, которое присваивается гражданам Албании за значительный вклад в культурное, политическое развитие страны и албанского народа.
Награда была учреждена в 1945 году и утверждена албанским парламентом 24 октября 1954 года. Почётное звание «Герой Албании» было подтверждено Законом № 6133 от 12 февраля 1980 года.
Вместе со званием «Герой Албании» награждённые получают орден «Золотая звезда». Звание может вручаться посмертно.

## Награждённые
Общее количество удостоенных звания Народный герой составило 158 человек. Среди них:
- Балуку, Бекир (лишён в 1975)
- Биба, Бардок
- Болетини, Иса
- Бранко Кадия
- Васи, Темо
- Галица, Шоте
- Герро, Лири
- Гуракучи, Луидь
- Деми, Аль
- Думе, Петрит (лишён в 1975)
- Дураку, Эмин
- Ёрдан Мися
- Капо, Хюсни (лишён в 1995)
- Кельменди, Али
- Кемали, Исмаил
- Кокедима, Персефони
- Куши, Войо
- Лачи, Василь
- Леши, Хаджи (лишён в 1995)
- Лули, Дед Гё
- Маме, Мисто
- Милутинович, Иван
- Мусай, Селам
- Наипи, Буле
- Паликуча, Ибе
- Парлаку, Рахман (лишён в 1975, восстановлен в 1994)
- Печи, Шефкет (лишён в 1995)
- Перлат Реджепи
- Рибар, Иво
- Садику, Рамиз
- Соколи, Миц
- Стафа, Кемаль
- Топулли, Черчиз
- Тутулани, Маргарита
- Улькинаку, Муйо
- Фрашери, Абдюль
- Ходжа, Энвер (лишён в 1995)
- Чако, Хито (лишён в 1975)
- Чурре, Зоня
- Шеху, Мехмет (лишён в 1982)
- Якова, Тук

## Лишённые звания

### ВНРА—НСРА
В 1975 году наград и званий, в том числе звания Народный герой, были лишены генералы Бекир Балуку, Петрит Думе, Хито Чако, Рахман Парлаку — обвинённые в военном заговоре. По приговору Специального военного суда Балуку, Думе и Чако были казнены, Парлаку получил 25 лет заключения.
В 1982 году звания Народный герой был посмертно лишён Мехмет Шеху, обвинённый в антипартийной деятельности и шпионаже.

### В Республике Албания
В 1995 году, после падения коммунистического режима, президент Албании Сали Бериша издал указ, в соответствии с которым были лишены наград и званий, в том числе звания Народный герой первый секретарь ЦК АПТ Энвер Ходжа (посмертно), члены Политбюро ЦК АПТ Хаджи Леши (прижизненно), Хюсни Капо (посмертно), член ЦК АПТ Шефкет Печи (прижизненно) — за преступления и геноцид против албанского народа в период коммунистической диктатуры.

## Источник
- Orders and Medals of the People’s Republic of Albania (1945-76) and People’s Socialist Republic of Albania (1976-90)  (англ.)